# 베이스볼 NOW
베이스볼 NOW(영어: Baseball NOW)는 MBC 스포츠플러스에서 방송되는 야구 전문 프로그램으로 KBO 리그 시즌에는 그날의 경기 프리뷰 형식으로 방영된다. 2013년부터 2014년까지는 비시즌과 시즌기간에 베이스볼 투데이라는 이름으로 방송되었다. 2019시즌부터는 메이저리그 투나잇이 폐지되는 대신 프리뷰 코너는 베이스볼 NOW와 통합되어  KBO리그와 MLB를 아우르는 프로그램이 된다.

## 같이 보기
- 아이 러브 베이스볼
- 베이스볼 투나잇
- 베이스볼 S
- 워너 B